# 境静也
境 静也（さかい しずや、1956年 - ）は、日本の建築家。組織系建築設計事務所の佐藤総合計画で活動し、主に公共建築を手がける。日本建築家協会業務委員会委員などを務める。

## 略歴
- 1978年（昭和53年） - 千葉大学工学部建築学科卒業
- 1980年（昭和55年） - 千葉大学大学院工学研究科修士課程修了
- 1980年（昭和55年） - 佐藤武夫設計事務所（現・佐藤総合計画）入社
- 2016年（平成28年） - 同社取締役[1]
- 2023年（令和5年） - 同社フェロー

## 代表作品
1982年11月に完成した浦安市立図書館中央図書館の設計は、図書館設計をテーマに修士を取得していた境が当初担当していた。
- 上尾市庁舎（1993年）
- シニアワーク東京（現在：東京仕事センター）（1996年）
- 山口県産業技術センター（1999年）
- 藤岡市民プール（2002年）
- トルナーレ日本橋浜町（2005年）[3]
- 杉並公会堂（2006年）[4][5]
- 東京国税局庁舎（2015年）
- ウエスタ川越（2015年）
- 大和市文化創造拠点シリウス（2016年）
- 高崎芸術劇場（2019年）[6][7]
- 秋田芸術劇場ミルハス（2022年）[8]

## 受賞歴
- 公共建築賞優秀賞（杉並公会堂、2010年）
- BCS賞（高崎芸術劇場、2021年 ほか）
- グッドデザイン賞（高崎芸術劇場、2020年[9]／秋田芸術劇場ミルハス、2023年[10]）
- 神奈川建築コンクール最優秀賞（大和市文化創造拠点シリウス、2017年）
- 照明普及賞（トルナーレ日本橋浜町、2006年[11]／高崎芸術劇場、2019年 ほか）